# Al-Muhtadi

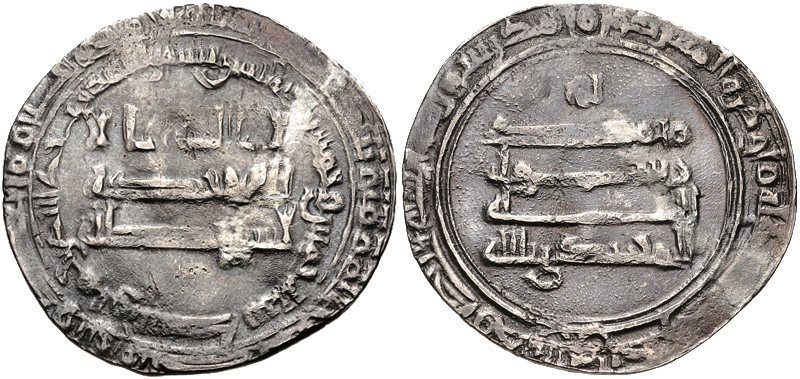
Dirham de Al-Muhtadi

Al-Muhtadi (en árabe: المهتدﻲ) (m. junio de 870) fue el califa abasí de 869 a 870.
Tras la muerte de Al-Mu'tazz, los turcos eligieron a su sobrino, Al-Muhtadi, hijo de Al-Wáthiq, como nuevo califa. Al-Muhtadi resultó ser un califa fuerte y victorioso, en comparación con sus predecesores inmediatos. Pero en su época era ya difícil luchar contra el poder de los turcos.
Bajo su mandato, la corte hizo una transformación. Se expulsaron las cantantes y los músicos; se hizo más transparente la justicia; y se prohibieron los juegos y vinos. Trató de comportarse como Umar ibn Abd al-Aziz, ampliamente considerado como modelo de gobernante islámico.
Sin embargo, su reinado duró menos de un año. A causa de algunos desacuerdos y conjuras, lo mataron los turcos en junio de 870 cuando tenía treinta y ocho años. 